# Margot Woelk
Margot Woelk (ou Wölk) (27 décembre 1917 - 2014) est une des goûteuses d'Adolf Hitler,. Elle faisait partie d'un groupe de quinze jeunes femmes qui, en 1942, ont dû tester la nourriture d'Hitler à la Wolfsschanze pour s'assurer qu'elle n'était pas empoisonnée. Margot Woelk était la seule survivante de ce groupe et ne témoignera de cet épisode de sa vie que deux ans avant sa mort, soixante-dix ans après les faits.

## Biographie

### Enfance
Margot Woelk naît le 27 décembre 1917 à Schmargendorf, un quartier de Berlin. Elle rapporte que son père a refusé de rejoindre le Parti national-socialiste des travailleurs allemands (NSDAP) et qu'il a été condamné par la justice pour cette raison. Elle-même a refusé de rejoindre le Bund Deutscher Mädel (BDM), l'organisation des jeunesses féminines du parti nazi.
Margot Woelk se marie en 1939 et travaille comme secrétaire au début de la Seconde Guerre mondiale.
Son mari est incorporé dans l'armée allemande et elle vit dans l'appartement familial de Schmargendorf. Durant l'été 1942, à l'âge de 24 ans, elle fuit les bombardements de Berlin et se réfugie chez sa belle-mère à Groß-Partsch (maintenant Parcz), un village proche de Kętrzyn, maintenant en Pologne.

### Goûteuse d'Hitler
Le quartier général d'Adolf Hitler, la Wolfsschanze (« tanière du loup »), est à deux kilomètres et demi à l'ouest. Le complexe, qui allait devenir l'un des nombreux quartiers généraux du Führer situés dans diverses parties de l'Europe occupée, est construit pour le début de l'opération Barbarossa - l'invasion de l'Union soviétique - en 1941. Selon la rumeur, les Alliés voulaient empoisonner Hitler. Il est donc décidé de faire goûter la nourriture du Führer par des femmes afin de s'assurer de son innocuité.
À peine arrivée, Margot Woelk est désignée pour faire partie de ce groupe de quinze femmes. Chaque matin, lorsque Hitler est à la Wolfsschanze, on vient chercher la jeune femme chez sa belle-mère pour la conduire dans un casernement dans le village voisin de Krausendorf. La fonction de goûteuse est réservée à des allemandes et, si elles sont rémunérées pour ça, elles n'ont pas le choix de refuser. Elles restent sur place durant une heure après avoir mangé, pour vérifier qu'elles ne sont pas malades, puis sont reconduites chez elles. La séance a lieu de 11 heures à midi et est très éprouvante pour les jeunes femmes. Les assiettes remplies de toute sorte de mets sont disposées sur une grande table de bois, dans la salle où ont lieu les tests. « Il n'y avait jamais de viande car Hitler était végétarien », dit Margot Woelk dans un entretien, « La nourriture était bonne, très bonne. Mais nous ne pouvions pas l'apprécier ». « Nous devions tout manger. Puis nous devions attendre une heure et, chaque fois, nous avions très peur d'être malades. Nous pleurions souvent comme des chiens parce que nous étions si contentes d'avoir survécu. »

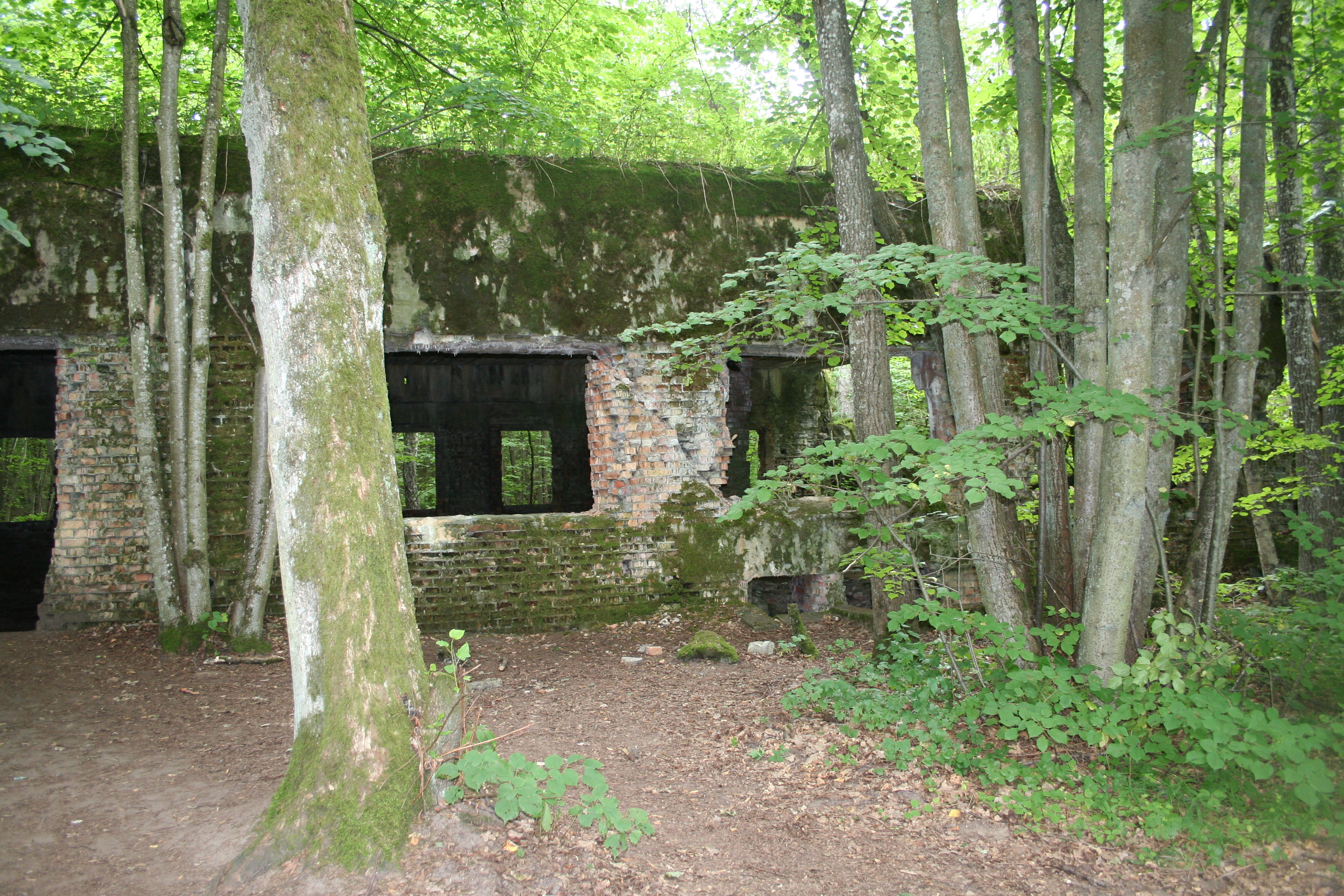
Ruines de la Wolfsschanze.

Après l'échec de l'attentat du 20 juillet 1944, les mesures de sécurité sont encore renforcées. Les goûteuses ne sont plus autorisées à vivre chez elles, mais sont hébergées en semaine dans une école inoccupée près de la Wolfsschanze. C'est durant une nuit passée là que Margot Woelk est violée par un soldat SS.

### Fuite à Berlin
Alors que l'Armée rouge n'est plus qu'à quelques kilomètres, un officier SS lui conseille de fuir et l'aide à rejoindre Berlin dans le train de Goebbels.
L'armée allemande abandonne la Wolfsschanze en laissant les goûteuses qui seront toutes fusillées par l'armée soviétique. Toutes sauf Margot Woelk.
De retour à Berlin, Margot Woelk trouve une ville dévastée. Elle est d'abord cachée par un médecin. Il ment aux soldats SS qui la recherchent, lui sauvant ainsi la vie lui aussi. Le 20 avril 1945, les Russes commencent à bombarder la ville. L'armée allemande se rend au bout de deux semaines, le 2 mai, et la ville tombe sous le contrôle russe. Pendant ce temps, Hitler s'est suicidé. Margot Woelk est alors enlevée et séquestrée par des soldats de l'Armée rouge. Ils la violent de façon répétitive pendant 14 jours de façon si brutale qu'elle souffre de graves blessures et ne pourra plus avoir d'enfants.

### Après la guerre
À ce moment-là, elle souhaite ne plus vivre mais, en 1946, elle retrouve son mari Karl, qu'elle croyait mort, et reprend espoir. Karl est méconnaissable après les années de guerre et son emprisonnement dans un camp soviétique mais ils passeront ensemble les 44 années suivantes jusqu'à sa mort en 1990.
Margot Woelk ne parle à personne de ce qui s'est passé à Gross-Partsch et qu'elle qualifie de pires années de sa vie, même à son mari. Cependant elle en rêve souvent. Ce n'est que quelques mois après son 95e anniversaire, le 27 décembre 2012, qu'elle révèle son rôle de goûteuse d'Hitler à un journaliste du Berliner Zeitung venu l'interroger sur sa vie.
Elle meurt en 2014.

## Le point de vue des historiens
Selon un article de Sven Felix Kellerhoff dans Die Welt, Hitler n'avait pas de goûteur personnel. Cependant, Margot Woelk ne prétend pas avoir été à la Wolfsschanze. Le test préliminaire avait lieu en dehors. Vraisemblablement, seuls des échantillons de livraisons de nourriture étaient goûtés.
L'historien Arnd Bauerkämper lui, confirme qu'Hitler a utilisé des goûteurs parce qu'il avait peur d'être assassiné. Il avait son cuisinier personnel. En 1944, les services secrets britanniques ont abandonné le plan d'empoisonner le dictateur avec de la nourriture - parce qu'on soupçonnait qu'il utilisait des goûteurs.

## Adaptations
Deux romans sont basés sur l'expérience de Margot Woelk :
- Rosella Postorino (trad. Dominique Vittoz), La Goûteuse d'Hitler « Le Assaggiatrici », Paris, Albin Michel, coll. « Le Livre de Poche », 2019  (ISBN 9782253262237)
- (en) V.S. Alexander, The Taster, Kensington, 2018  (ISBN 978-1496712271)

Michelle Kholos Brooks a écrit en 2019 une pièce de théâtre Hitler’s Tasters, librement adaptée de l'expérience des goûteuses.
Un court métrage, Guest Of Honor (2019), du réalisateur Justin Robinson, est inspiré de l'histoire de Margot Woelk. Voir en ligne